# Gesnes-le-Gandelin
Gesnes-le-Gandelin là một xã thuộc tỉnh Sarthe trong vùng Pays-de-la-Loire tây bắc nước Pháp. Xã này nằm ở khu vực có độ cao từ 114-200 mét trên mực nước biển.